# Melioidoza
Melioidoza (ang. melioidosis, Whitmore disease, Nightcliff gardener's disease) – choroba zakaźna wywoływana przez bakterie Gram-ujemne Burkholderia pseudomallei, znajdujące się w ziemi i wodzie. Występuje endemicznie, zwłaszcza w Tajlandii i północnej Australii. Może przybierać postać piorunującą, ostrą, podostrą i przewlekłą.
B. pseudomallei wcześniej zaliczana była do rodzaju Pseudomonas jako Pseudomonas pseudomallei. Okazało się jednak, że filogenetycznie bliżej jej do Burkholderia mallei, wywołującej nosaciznę.

## Objawy i przebieg
Na obraz kliniczny choroby składać się mogą ból w klatce piersiowej, kości lub stawów, kaszel, zakażenia skóry, guzki w płucach i zapalenie płuc.

## Klasyfikacja ICD10
| kod ICD10     | nazwa choroby                    |
| ------------- | -------------------------------- |
| ICD-10: A24   | Nosacizna i melioidoza           |
| ICD-10: A24.1 | Ostra i piorunująca melioidoza   |
| ICD-10: A24.2 | Podostra i przewlekła melioidoza |
| ICD-10: A24.3 | Inna melioidoza                  |
| ICD-10: A24.4 | Melioidoza, nie określona        |